# Delmir de Caralt i Puig
Delmir de Caralt i Puig   (Barcelona, 19 de juny de 1901 - Barcelona, 28 de novembre de 1990) fou un realitzador cinematogràfic i industrial català.

## Biografia
Fill dels empresaris Delmir de Caralt i Sala i de Maria dels Àngels Puig i España i net de Delmir de Caralt i Matheu. El seu nebot Josep Maria de Quadras i de Caralt fou tercer comte de Sant Llorenç del Munt.

### Activitat com a cineasta

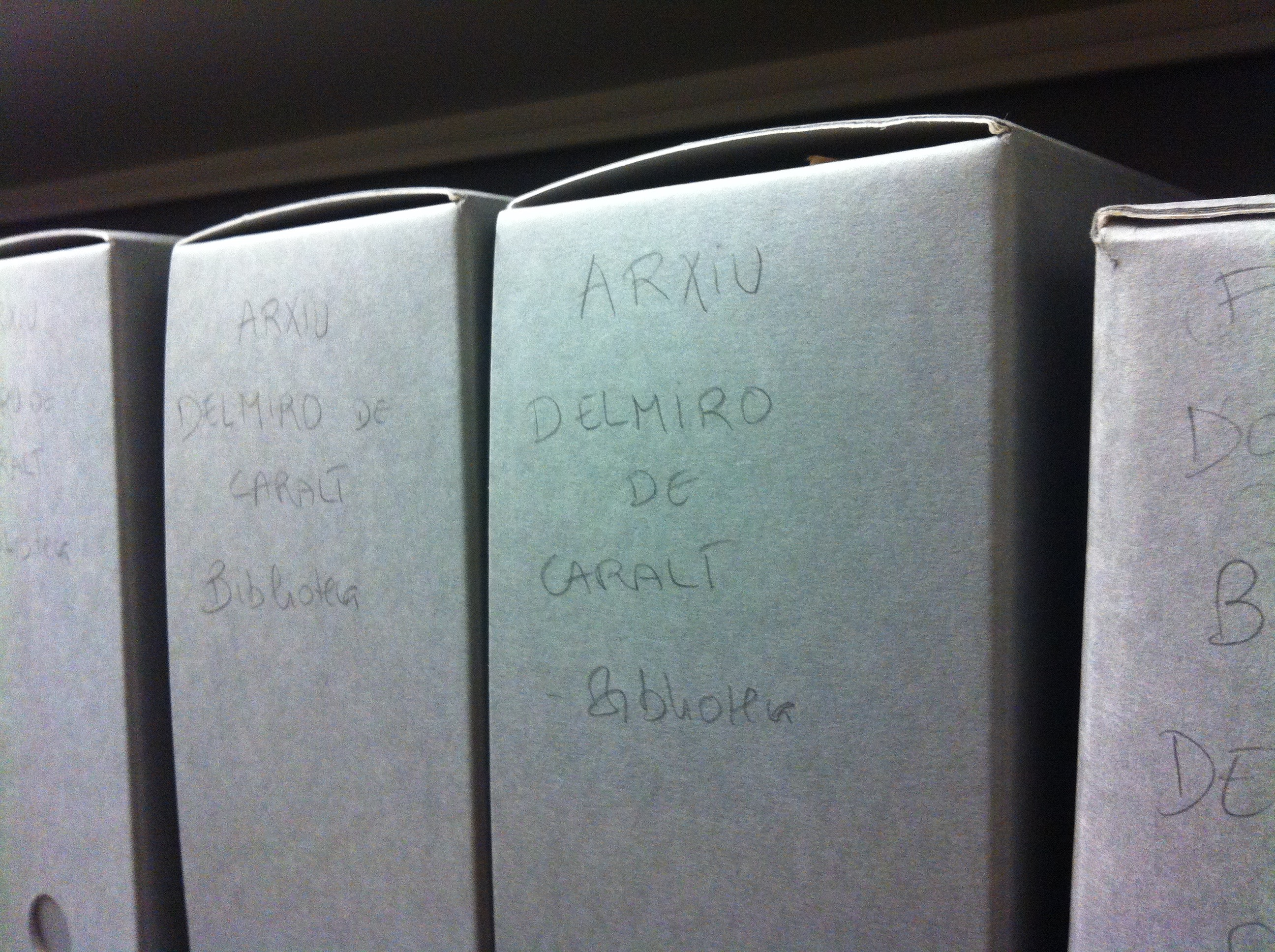
Fons Delmir de Caralt conservat a la Filmoteca de Catalunya

Estudià Peritatge Mercantil i Direcció d'Indústries Tèxtils i Tintòries i treballà en la indústria tèxtil per tradició familiar. Però Delmir de Caralt és més conegut per haver fundat, juntament amb la seva muller Pilar de Quadras i Feliu (1901-1971), la Biblioteca de Cinema Delmir de Caralt, considerada la biblioteca de cinema més important d'Espanya i una de les més importants d'Europa. Des de 1988, el fons es troba a la Biblioteca del Cinema de la Filmoteca de Catalunya.
Fou un dels primers cineastes amateurs del país. La seva producció es divideix en el que ell anomenava pel·lícules d'argument, realitzades amb familiars i amics com a protagonistes, i reportatges i documentals. Les seves principals obres són:
Pel·lícules d'argument:
- Girasol de la pradera (1926)
- La cueva de Montealegre (1927)
- Grandes chicos (1928)
- Pulgarcito (1928)
- Hay que hacerse millonario (1929)
- La sardana de les monges (1929)
- Humor (1931)
- La dansa més bella (1932)
- Montserrat (1932)
- Primas lejanas (1932)
- L'illa deserta (1932)
- La isla dorada (1933)
- El reporter mecánico (1933)
- Memmortigo? (1934)

Reportatges i documentals:
- Ascensió al Cavall Bernat (1925)
- Montjuich, Jardín (1929)
- La Vall d'Aran (1930)
- Magyar (1930)
- Provença (1934)
- Balls provençals (1934)
- Nord d'Itàlia (1934)
- La Vall d'Andorra i Andorra (1934)
- La Fête des Vignerons (1955)
- Montseny, 4 aplecs (1956)
- La Mola (1956)
- Ordesa (1960)
- Fent carbó (1964)

L'any 1937 participà en la creació de la Unió Internacional de Cinema Amateur (UNICA), de la que fou el representant de l'Estat Espanyol fins al 1971.

### Activitat excursionista
Soci del Centre Excursionista de Catalunya (CEC), fou un dels creadors l'any 1932 de la Secció de Cinema Amateur d'aquesta entitat. Aquesta secció fou l'organitzadora del Concurs Català de Cinema Amateur, de caràcter internacional, al llarg dels anys 1930.
La seva principal realització fou la construcció d'una església al Montseny dedicada a Sant Bernat de Menthon, patró dels excursionistes, coneguda com a Capella de Sant Bernat de Menthon. També fou el promotor de la construcció de l'Hotel de Sant Bernat de Menthon i de la realització de l'Aplec de Sant Bernat.

## Activitat associativa
Fou soci de lAsociación Católica de Patronos y Dirigentes de Empresa, que el 21 de maig de 1952 derivà en el Patronat d'Habitatges del Congrés Eucarístic, que feu possible la construcció dels habitatges del Congrés Eucarístic. El 1947, a la mort de la seva mare, heretà la finca de cultiu de Can Garrigó, que continuà en funcionament fins al 1961 quan els seus terrenys foren engolits per l'especulació immobiliària i l'antiga masia fou enderrocada.

## Condecoracions i premis
- Segon Premi de l'American Society of Cinematographers (1932)
- Medalla d'Or de la Unió Internacional de Cinema Amateur (UNICA) (1962)
- Medalla al Mèrit de la Diputació de Barcelona (1975)
- Premi Extraordinari de Cinematografia de la Generalitat de Catalunya (1987)
- Creu de Sant Jordi de la Generalitat de Catalunya (1988)